# Saysomphone Phomvihane
Saysomphone Phomvihane (tiếng Lào:ໄຊ ສົມ ພອນ ພົມ ວິ ຫານ, sinh ngày 05 tháng 12 năm 1956 tại tỉnh Houaphanh) là một chính trị gia người Lào và là đảng viên Đảng Nhân dân Cách mạng Lào. Ông tham gia hoạt động cách mạng năm 1975, vào Đảng năm 1985. Ông từng là Bộ trưởng Tài chính, Phó chủ tịch kiêm Chủ nhiệm Ủy ban Đối ngoại của Quốc hội, sau đó là Chủ tịch Ủy ban Thường vụ của Mặt trận Lào Xây dựng Đất nước và hiện là Chủ tịch Quốc hội Lào. Ông được bầu vào Ban Chấp hành Trung ương Đảng Nhân dân Cách mạng Lào tại Đại hội đại biểu toàn quốc lần thứ 5 và vào Bộ Chính trị tại Đại hội đại biểu toàn quốc lần thứ 9.
Ông là con trai cả của cựu Tổng bí thư Kaysone Phomvihane và bà Thongvin Phomvihane, nguyên nữ Ủy viên Trung ương đầu tiên.

## Tiểu sử
Họ, tên: XAYSOMPHONE PHOMVIHANE (Xay-xổm-phon Phôm-vi-hản)
- Ngày, tháng, năm sinh: 12/12/1956
- Quê quán: Xã Nameo, huyện Viengxay, tỉnh Hủa-phăn
- Chức vụ hiện nay: Ủy viên Bộ Chính trị Đảng Nhân dân Cách mạng Lào, Chủ tịch Quốc hội Cộng hòa Dân chủ Nhân dân Lào.
- Trình độ chuyên môn: Tiến sĩ Kinh tế Chính trị (Quản lý Kinh tế)
- Trình độ lý luận chính trị: Cao cấp

## Sự nghiệp chính trị
Quá trình công tác:
1977-1983: Học tại Đại học Tổng hợp Quốc gia Mát-xcơ-va, Liên Xô/ Liên bang Nga (hiện nay)
1983-1984: Giảng viên Học viện Chính trị - Hành chính Quốc gia, Viêng Chăn:
1984-1987: Nghiên cứu sinh tiến sĩ ngành kinh tế chính trị tại Học viện Khoa học Xã hội Nhà nước Mát-xcơ-va, Liên Xô/Liên bang Nga (hiện nay)
1987-1989: Làm việc tại Chính quyền tỉnh Savannakhet
1989-1991: Phó Tỉnh trưởng tỉnh Savannakhet
1991-1993: Ủy viên Ban Chấp hành Trung ương Đảng Nhân dân Cách mạng Lào khóa V, Phó Tỉnh trưởng, kiêm Chánh Văn phòng tỉnh Savannakhet
1993-1995: Bí thư Tỉnh ủy, Tỉnh trưởng tỉnh Savannakhet
1995-1998: Ủy viên Ban Chấp hành Trung ương Đảng khóa VI, Bộ trưởng Bộ Tài chính
1998-2001: Đại biểu Quốc hội khóa 4, Bộ trưởng, Chủ nhiệm Văn phòng Thủ tướng Chính phủ
2001-2006: Ủy viên Trung ương Đảng khóa VII, Đại biểu Quốc hội khóa V, Ủy viên Ủy ban Thường vụ Quốc hội, Chủ nhiệm Ủy ban Đối ngoại
2006-2010:	
Ủy viên Trung ương Đảng khóa VIII, Bí thư Đảng bộ, đại biểu Quốc hội khóa VI, Ủy viên Ủy ban Thường vụ Quốc hội, Phó Chủ tịch Quốc hội, Chủ nhiệm Ủy ban Đối ngoại
2011-2015: Ủy viên Trung ương Đảng khóa IX, Bí thư Đảng bộ, Đại biểu Quốc hội khóa VII, Ủy viên Ủy ban Thường vụ Quốc hội, Phó Chủ tịch Quốc hội
Tháng 01–04/2016: Ủy viên Bộ Chính trị Trung ương Đảng khóa X, Bí thư Đảng bộ, Đại biểu Quốc hội khóa VIII, Ủy viên Ủy ban Thường vụ Quốc hội, Phó Chủ tịch Quốc hội
Tháng 06/2016-2020: Ủy viên Bộ Chính trị Trung ương Đảng khóa X, Chủ tịch Ủy ban Trung ương Mặt trận Lào xây dựng đất nước, Đại biểu Quốc hội khóa VIII.
Từ tháng 01/2021 đến nay: Ủy viên Bộ Chính trị Trung ương Đảng khóa XI, Chủ tịch Quốc hội khóa IX.